# 唐纳德·特朗普的美国扩张主义

一张显示加拿大和格陵兰属于美国一部分的版图

2025年1月就任的美国总统唐纳德·特朗普在第二次就职典礼前后，他提出了各种计划和想法，以扩大美国的政治影响力和领土，被认为是特朗普的扩张主义。在他的第二次就职演说中，特朗普直接提到了美国潜在的领土扩张，并成为第一位在就职演说中使用“昭昭天命”一词的总统。美国获得的最后一块领土是在1947年，即获得马里亚纳群岛、加罗林群岛、马绍尔群岛。
特朗普当选后曾多次表示计划吞并加拿大、格陵兰、巴拿马运河。他还提出入侵委内瑞拉、吞并墨西哥、接管加沙地带。
根据YouGov于2025年2月发起的一项民意调查显示，仅有4%的美国人支持需要使用军事力量的美国扩张，33%的美国人支持不使用军事或经济力量的扩张，48%的美国人完全反对扩张。

## 加拿大

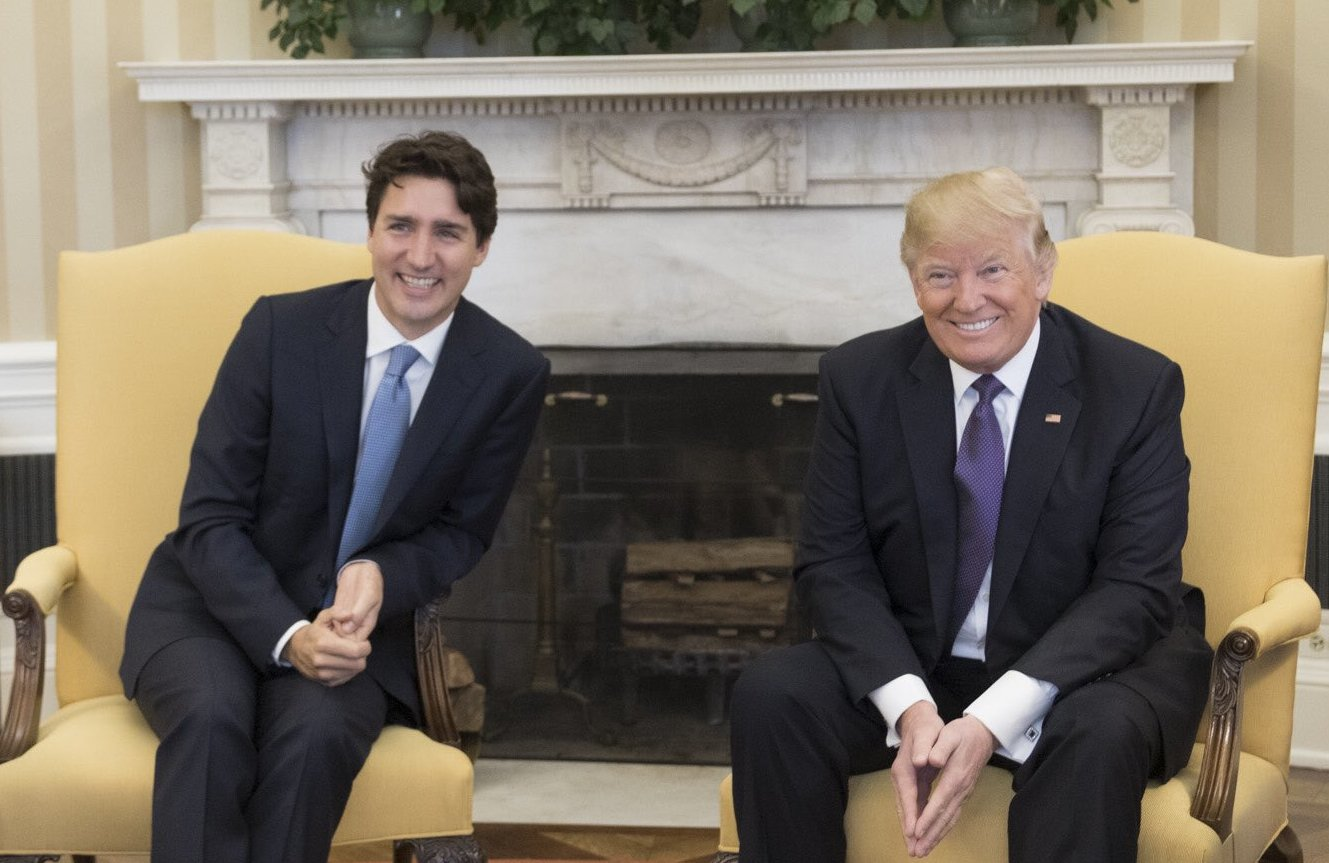
2017年2月14日，特朗普与访问美国的贾斯汀·特鲁多在白宫椭圆形办公室会面

特朗普表示，为了阻止他所认为的加美边境非法移民危机和毒品危机，他打算对所有来自加拿大的商品征收25%的关税。加拿大官员对此作出回应，威胁美国将征收报复性关税，并切断加拿大能源流入美国北部。这导致特朗普戏谑加拿大总理贾斯汀·特鲁多，邀请加拿大加入联邦，称他为“伟大的加拿大州州长”。在第59届超级碗赛前节目中，特朗普重申他计划吞并加拿大并将其成为第51个州的意图。特朗普有时将吞并与减免关税联系起来。

## 格陵兰

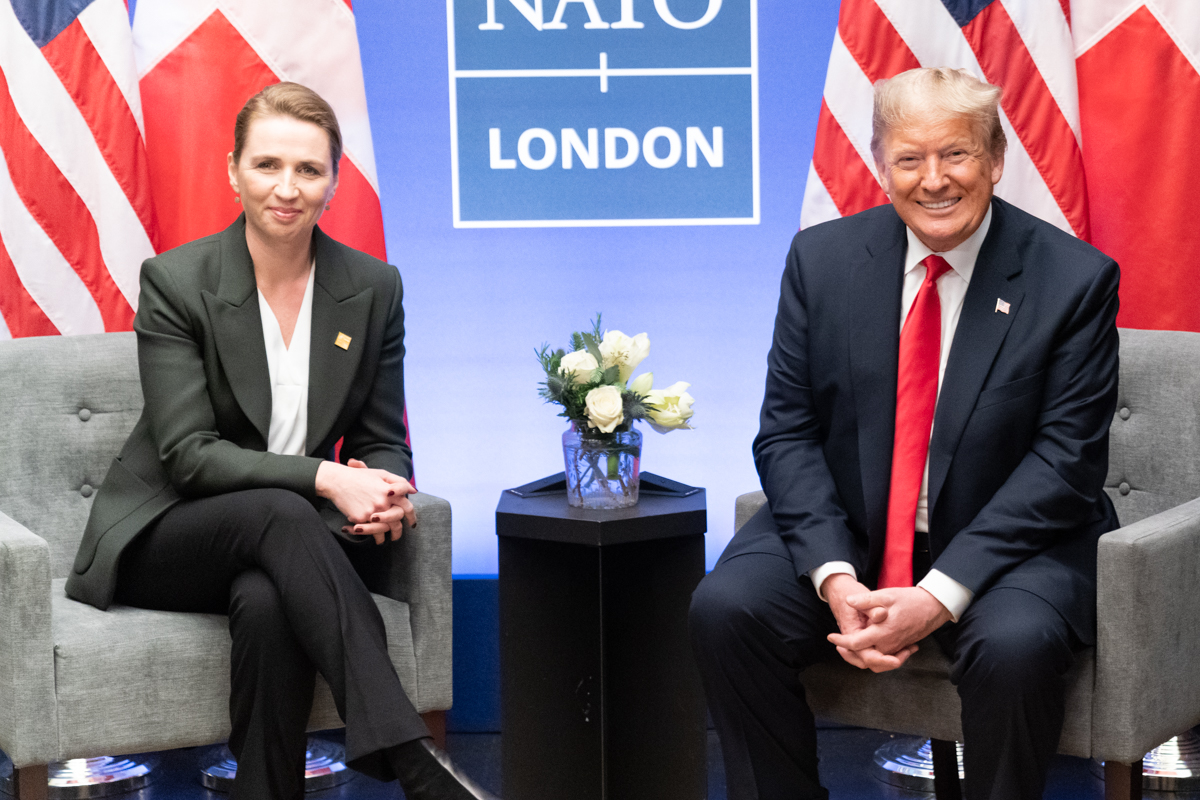
2019年，特朗普与丹麦首相梅特·弗雷德里克森会面

2024年12月，特朗普提出美国从丹麦购买格陵兰的进一步提议，称对该岛的所有权和控制权出于国家安全目的“绝对必要”。这是建立在特朗普第一任期内购买格陵兰岛的先前提议的基础上的，但丹麦拒绝了这一提议，导致他取消了2019年8月对丹麦的访问。2025年1月7日，特朗普长子小唐纳德·特朗普与查理·科克共同访问格陵兰首府努克，在当地分发了MAGA帽。在第二天的新闻发布会上，特朗普拒绝排除使用军事或经济力量接管格陵兰岛或巴拿马运河的可能性。不过他确实排除了使用军事力量接管加拿大的可能性。1月12日，当选副总统J·D·万斯多次表示，控制格陵兰岛对美国国家安全至关重要，并表示“将在格陵兰岛达成协议”。1月14日，参议员广野庆子询问是否可能使用军事力量将格陵兰并入美国时，皮特·赫格塞斯表示他不会在公开论坛上提供细节。1月14日，与特朗普有关联的YouTuberNelk Boys也访问了努克，向当地人分发美元钞票。1月16日，丹麦主要公司诺和诺德、维斯塔斯和嘉士伯等的首席执行官聚集在国务部召开危机会议，讨论这一局势。翌日，丹麦外交部前外交官裴德盛将此情况描述为“历史上闻所未闻”，而前总理赫勒·托寧-施密特的特别顾问诺亚·雷丁顿将丹麦受到的国际社会压力与2005年《日德兰邮报》穆罕默德漫画争议期间的压力进行了比较。政治评论家亨里克·奎特鲁普17日表示，特朗普1月20日就职演说中提到格陵兰岛，将证实特朗普的严肃性，使这一局势成为二战以来丹麦面临的最大国际危机之一。
2025年2月6日，《今日美国》公布一项在2025年1月7日至2025年1月10日进行的民意调查结果显示，仅有11%的美国人认为特朗普应该购买或吞并格陵兰岛。29%的美国人表示，收购格陵兰岛是一个好主意，但不切实际，53%的美国人表示不支持吞并格陵兰岛的想法。

### 让格陵兰再次伟大法案
2025年1月13日，联邦共和党众议员安迪·奥格斯在美国众议院提出立法，授权美国政府代表美国收购格陵兰岛，并给予国会在格陵兰领土并入美国之前60天的审查期。截至提出之日，该法案已有12位共同提案人，并已提交美国众议院外交委员会审查。

### 2025年红、白、蓝之地法案
2025年2月10日，共和党众议员巴迪·卡特提出一项法案，将格陵兰岛更名为“红、白、蓝之地”，并允许特朗普总统“购买或以其他方式获得”格陵兰岛。卡特进一步表示：“当我们的首席谈判代表签署这项具里程碑意義的协议时，我们将自豪地欢迎格陵兰岛人民加入有史以来最自由的国家。特朗普总统正确地将此次购买确定为国家安全优先事项。”该法案规定，内政部长办公室在法案通过后六个月内，确保更新联邦文件以反映名称变更。

## 墨西哥
特朗普和加拿大都曾表示，美国对墨西哥的补贴意味着墨西哥应该成为一个州。特朗普在接受NBC采访时表示：“我们向墨西哥提供了近3000亿美元的补贴。我们不应该这样做——我们为什么要补贴这些国家？如果我们要补贴他们，就让他们成为一个州。”
特朗普还提议将墨西哥湾改名为“美国湾”。特朗普在新闻发布会上首次提出这一想法，并在就职演说中提及。2025年1月20日第二次就职后，特朗普签署行政命令，将墨西哥湾美国海岸线部分改名为“与墨西哥和古巴的海上边界”。

## 委内瑞拉
美国国务卿马尔科·卢比奥表示“应该保留所有选项”，以推翻马杜罗的权力并恢复委内瑞拉的民主。Axios报道称，特朗普总统和他的团队希望委内瑞拉的政权更替方式与阿萨德政权垮台的方式相似。波多黎各总督詹妮弗·冈萨雷斯-科隆在给美国总统唐纳德·特朗普的一封信中表示，马杜罗“对美国、我们的国家安全和该地区的稳定构成了公开威胁”。

## 加沙地带
特朗普提议将加沙地带的巴勒斯坦人重新安置到邻国埃及和约旦等地，之后由美国在加沙战争后接管并重建。特朗普表示，他希望将加沙地带打造成“中东的里维埃拉”，让“世界人民”都能在此生活。
2025年2月21日，在遭到阿拉伯国家的反对后，特朗普表示，他将“建议”但不会执行美国接管加沙和重新安置巴勒斯坦人口的计划。

## 巴拿马运河
2024年，特朗普要求巴拿马将巴拿马运河的控制权归还给美国，因为美国通行收取了“过高的费用”。如果美国控制巴拿马运河，这将是自美国入侵巴拿马以来美国首次控制巴拿马领土。
2025年1月7日，特朗普表示不排除使用军事力量控制巴拿马运河的可能性。1月8日，五角大楼副新闻秘书萨布丽娜·辛格拒绝回答记者关于可能使用军事力量吞并巴拿马运河的问题。2025年1月14日，美国国防部长推定候选人皮特·赫格塞斯拒绝回答参议员广野庆子关于可能使用军事力量夺取巴拿马运河和格陵兰岛的问题，以及他是否会遵守命令这样做。
马尔科·卢比奥就任美国国务卿后首次正式出访巴拿马，以推动美国收回巴拿马运河。
2025年1月28日，美国参议院就巴拿马运河举行听证会。在听证会上，两党参议员声称中国对巴拿马运河保持着影响力，民主党参议员玛丽亚·坎特韦尔说：“我对中国在巴拿马拥有的港口及其与运河的距离感到担忧。”总部位于香港的長江和記實業子公司巴拿馬港口公司负责管理运河五个港口中的其中两个，而中共中央总书记习近平则将巴拿马运河纳入“一带一路”倡议。
2025年2月2日，美国总统唐纳德·特朗普对记者表示，他“发誓”要“夺回”巴拿马运河，并警告“美国将采取强有力的行动”，他说：“中国正在管理巴拿马运河，这条运河不是交给中国的，而是愚蠢地交给巴拿马的，但他们违反了协议，我们要把它夺回来，否则就会发生非常强有力的事情”。
2025年3月5日，美国投资公司贝莱德宣布，包括全球基础建设合伙公司和Terminal Investment Limited在内的财团将收购长江和记实业在和記港口信託的80%股份，后者拥有运河两端的港口。据《纽约时报》报道，李嘉诚家族感到“面临退出港口业务的政治压力”；与贝莱德关于巴拿马运河的讨论仅在几周前开始，恰逢特朗普政府上台。

### 巴拿马运河回购法案
2025年1月9日，美国众议院众议员达斯蒂·约翰逊提出法案，授权美国政府代表美国收购巴拿马运河区。截至当日，法案已获得其他15名共和黨議員連署。

## 各国反应
美国以外的许多政界人士都批评了特朗普的吞并言论。一些人还将特朗普对加拿大、格陵兰和巴拿马的言论与俄罗斯总统弗拉基米尔·普京对乌克兰的言论以及中共中央总书记习近平对台湾的言论进行了比较。

### 加拿大反应
唐纳德·特朗普的提议在加拿大遭到了负面评价，遭到所有主要政党和领导人的谴责，并导致加拿大与美国的关系日益紧张。对特朗普提议进行的民意调查显示，加拿大人对加拿大成为第51个州的提议几乎没有支持，安格斯·里德的民意调查显示，90%的加拿大人反对被美国吞并。民意调查还显示，魁北克人的加拿大民族主义情绪急剧上升。
加拿大总理贾斯汀·特鲁多回应特朗普称，加拿大被美国吞并是“根本不可能的”。保守党党魁皮埃尔·普瓦列夫尔表示，加拿大永远不会成为美国的第51个州。2025年2月7日，普瓦列夫尔进一步表示，特朗普关于第51个州的言论并不是玩笑，他说：“我一直很认真地对待这件事，我也一直明确而一贯地谴责它。加拿大永远不会成为第51个州。当我担任总理时，我们将成为一个强大、独立、主权的国家。”

### 丹麦和格陵兰反应
丹麦政府曾多次表示“格陵兰岛是非卖品”。在《Berlingske》和《塞尔米西亚克报》发布的一项民意调查中，85%的格陵兰人表示反对被美国吞并。民意调查还显示，45%的格陵兰人将特朗普视为威胁，43%的人将特朗普视为“机遇”，13%的人尚未决定。特朗普对格陵兰的兴趣增强了格陵兰脱离丹麦独立的进程。
丹麦首相梅特·弗雷德里克森表示“欧洲必须团结起来”对抗特朗普。在2025年1月21日的新闻发布会上，格陵兰总理穆特·布鲁普·埃格德表示：“我们是格陵兰人。我们不想成为美国人。我们也不想成为丹麦人。格陵兰的未来将由格陵兰决定”。哥本哈根大学国防研究员克里斯蒂安·索比·克里斯滕森表示，丹麦无法独自保卫格陵兰免受美国的入侵，丹麥國防軍既没有装备，也没有接受过阻止美国入侵的训练。此外，克里斯滕森表示，丹麦的军事储备因向乌克兰转让武器而大幅减少。2025年2月2日，在布鲁塞尔举行的欧盟会议上，丹麦首相梅特·弗雷德里克森告诉记者：“我永远不会支持与盟友作战的想法。但当然，如果美国对欧洲提出严厉的条件，我们需要集体而有力的回应。”2025年2月4日，格陵兰提出一项禁止“外国政治捐款”的法案。该法案计划在一周内通过，被视为保障2025年4月6日举行的格陵兰大选的一种方式。
大多数欧洲政界人士都表达了对丹麦的支持。法国外交部长让-诺埃尔·巴罗表示，如果丹麦要求欧盟国家“团结”，“法国将会支持”。他还表示，法国不会容忍美国的军事干预。法国还与丹麦就法国向格陵兰部署军队的可能性进行了辩论。2025年2月4日，北约秘书长马克·吕特与欧盟领导人共进午餐，并建议向格陵兰部署北约士兵，以“消除美国总统的威胁”。
德国总理奥拉夫·朔尔茨在会见丹麦首相梅特·弗雷德里克森时表示“不应以武力改变边界”。俄罗斯新闻秘书德米特里·佩斯科夫表示，“我们正在密切关注事态的这一戏剧性发展，感谢上帝，到目前为止，我们还未发表任何声明。”

#### 丹麦购买加利福尼亚的反制提议
为了回应特朗普第二任期内的言论，丹麦居民发起了一份讽刺性的请愿书，要求丹麦以1万亿美元从美国购买加利福尼亚州。请愿书戏仿了特朗普担任总统时的言论，打出“让加利福尼亚再次伟大”的口号，誓言“把Hygge带到好莱坞，把自行车道带到比佛利山庄，把三明治带到每个街角”。请愿书还表示，加利福尼亚州将改名为“新丹麦”。请愿书在不到12小时内即收集超过20万个签名。

### 墨西哥反应
墨西哥总统克劳迪娅·辛鲍姆对特朗普的吞并建议回应表示“墨西哥是一个自由、主权和独立的国家，我们将永远捍卫这一点。”
辛鲍姆对特朗普重新命名墨西哥湾的举动作出回应，称谷歌地图应该展示美国版的“墨西哥美洲地图”。她还解释说，领海最多只能延伸12海里，重新命名并不适用于整个墨西哥湾。

### 委内瑞拉反应
2025年1月13日，委内瑞拉总统尼古拉斯·马杜罗呼吁在巴西、古巴和尼加拉瓜军队的协助下开展军事行动以“解放”波多黎各。马杜罗在集会期间发表演讲表示：“就像北方有殖民计划一样，我们也有解放计划。这个计划是由西蒙·玻利瓦尔为我们制定的，波多黎各的自由迫在眉睫，我们将与巴西军队一起实现这一目标。我们正在与古巴和尼加拉瓜以及世界上我们的老大哥们一起做准备，这样，如果有一天我们必须拿起武器捍卫和平和主权的权利，我们将在武装斗争中战斗并再次取得胜利。我们不是冷漠的领导人，我们是21世纪的玻利瓦尔革命。如果是用公平的手段，我们将以公平的方式前进。如果是用卑鄙的手段，我们也会打败他们，让他们尊重我们”。

### 巴拿马反应
多数巴拿马民众表示巴拿马运河是国家身份的一部分。咖啡馆老板保拉·罗德里格斯接受《卫报》采访时表示：“巴拿马人民——我们奋起，你知道，我们捍卫，我们团结起来，毕竟是为了捍卫我们的国家和人民。因为这与运河无关，而是关乎我们的诚信。如果你在社交媒体上看到，人们非常愤怒，并写道：‘不可能——这种事不会再发生了。’”自2024年12月24日以来，巴拿马各地发生了多起反美抗议活动。2025年1月28日，一个民间社会团体联盟发表联合声明，谴责“任何外国政治干预”。政治学家奥斯瓦尔多·乔丹表示，巴拿马“已经处于不稳定的局势……然后特朗普总统就冲到了现场。”
巴拿马总统何塞·劳尔·穆利诺驳斥了特朗普关于“夺回”巴拿马运河的说法。他进一步表示，“巴拿马运河及其邻近地区的每一平方米都属于巴拿马，并将继续如此。我们国家的主权和独立是不容谈判的。” SUNTRACS的萨乌尔·门德斯在接受采访时表示，“特朗普试图用一时兴起抹去爱国者用生命在这里征服的一切，但今天，巴拿马人民比以往任何时候都更加坚定地捍卫主权。”巴拿马驻联合国大使埃洛伊·阿尔法罗·德阿尔巴表示，美国应避免对任何国家的领土完整或政治独立进行威胁或使用武力。巴拿马城市长迈耶·米兹拉奇在他的X账户上发帖称，巴拿马永远不会成为美国的第51个州。巴拿马前总统埃內斯托·佩雷斯·巴利亞達雷斯曾表示，如果美国入侵，“我们这边将会有大量伤亡，而且美国也会遭到国际社会的谴责”。
中华人民共和国外交部发言人林剑谴责美方“就巴拿马运河问题发表不负责任的言论，蓄意歪曲、攻击和错误描述有关合作”。